# Aldo Bozzi
Aldo Bozzi (Roma, 22 febbraio 1909 – Roma, 1º novembre 1987) è stato un magistrato e politico italiano.
Deputato alla Camera dal 25 giugno 1953 al 1º luglio 1987 per il Partito Liberale Italiano, di cui è stato esponente di spicco, capogruppo alla Camera e presidente del partito, sottosegretario di Stato al Ministero delle finanze dal 9 luglio 1955 al 20 maggio 1957 nel primo governo Segni, Ministro dei trasporti e dell'aviazione civile dal 26 giugno 1972 all'8 luglio 1973 nel secondo governo Andreotti.

## Biografia

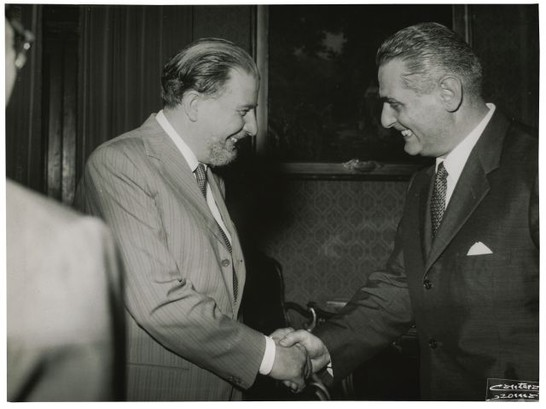
Aldo Bozzi saluta il neo-eletto presidente della Camera Brunetto Bucciarelli-Ducci.

Laureato in giurisprudenza all'Università degli Studi di Roma "La Sapienza", nel 1934 entrò in magistratura ordinaria (lavorando come aggiunto giudiziario all’Ufficio del Massimario della Suprema corte di cassazione) per poi passare, nel 1940, al Consiglio di Stato, organo del quale sarebbe poi divenuto presidente di sezione.
Entrò in clandestinità nell’ottobre del 1943: «cambiata casa e fattasi crescere la barba, si rese [...] irreperibile per non dover obbedire all’ordine di trasferimento nella Rsi». Tra il 1943 e il 1944 partecipò alla formazione della Resistenza romana, «collaborando col «Centro X», guidato dal generale Roberto Bencivenga, pubblicando il giornale L'Italia del Popolo e, infine, fondando un partito «progressista del lavoro», che sarebbe presto confluito nella Democrazia del lavoro di Ivanoe Bonomi e Meuccio Ruini.
Prese parte alla Consulta nazionale e all'Assemblea costituente.
Si dedicò attivamente alla politica: nel giugno 1951, insieme con Bruno Villabruna, dà origine al Movimento Liberale Indipendente.
Esponente del Partito Liberale Italiano e deputato fin dal 1953, fu sottosegretario alle Finanze del primo governo Segni e Ministro dei trasporti e dell'aviazione civile durante il secondo governo Andreotti.
Durante l'elezione del Presidente della Repubblica del 1978 è stato il "candidato di bandiera" del PLI, venendo votato dal primo fino al 15º scrutinio.
Nel corso della IX legislatura è stato presidente della Commissione parlamentare per le riforme istituzionali, la prima commissione parlamentare incaricata, seppur con poteri soltanto consultivi, di elaborare un progetto di revisione della parte seconda della Costituzione italiana.

## Vita privata
Era fratello di Carlo Bozzi, presidente del Consiglio di Stato dal 1962 al 1968, e zio dell'avvocato Aldo Bozzi, promotore del ricorso contro la costituzionalità della legge elettorale Calderoli.

## Incarichi
- Vicepresidente della 1ª Commissione Affari costituzionali - III e IV legislatura
- Presidente della Commissione parlamentare d'inchiesta sulla costruzione dell'Aeroporto di Fiumicino - III legislatura
- Questore della Commissione di vigilanza sulla biblioteca - IV legislatura
- Presidente della Commissione d'indagine richiesta dall'on. Scalfari a norma dell'art. 74 del Regolamento - V legislatura
- Presidente della Commissione d'indagine, richiesta dall'on. Vito Miceli, a norma dell'art. 58 del Regolamento - VII legislatura